# Franciszek Kusto
Franciszek Kusto (ur. 5 września 1901 w Łapczycy, zm. 24 grudnia 1981 w Krakowie) – nauczyciel, dziennikarz, publicysta, działacz komunistyczny.

## Życiorys
Uczeń c.k. gimnazjum w Bochni, w 1919 powołany do WP, uczestnik wojny polsko-bolszewickiej. W 1922 po ukończeniu gimnazjum został nauczycielem w szkole podstawowej w Szopienicach. Członek Związku Nauczycielstwa Polskich Szkół Powszechnych. W latach 1925–1929 studiował historię i literaturę na Wydziale Filozoficznym UJ w Krakowie, członek Bratniej Pomocy, od 1926 w Związku Młodzieży Komunistycznej (ZMK), w 1927 roku był współzałożycielem i został prezesem Organizacji Niezależnej Młodzieży Ludowej „Orka” na UJ, a w 1928 roku wstąpił do KPP. 
Członek Wydziału Rolnego i Akademickiego Komitetu Okręgowego (KO) KPP w Krakowie. Działacz związków zawodowych i PPS-Lewicy. Od 1929 roku pracował w sekretariacie Związku Zawodowego Robotników Przemysłu Chemicznego i Pokrewnych RP i redagował pismo „Robotnik Chemiczny”. W maju 1929 roku wydał jednodniówkę „Czechowicki Robotnik Chemiczny”, w której zamieścił list Władysława Gomułki z protestem przeciwko „pomawianiu go przez prawicę o sprzeniewierzanie pieniędzy związkowych” i artykuł „Przeciw faszyzacji związków zawodowych”, który został skonfiskowany na mocy decyzji administracyjnej, a F. Kusto wytoczono proces, w którym został jednak uniewinniony. Od 23 czerwca 1929 roku członek Tymczasowego Sekretariatu Generalnego PPS-Lewicy i redakcji „Robociarza” - odtąd faktycznie kierował działalnością PPS-Lewicy. 4 lipca 1929 roku zwołał krajową konferencję PPS-Lewicy i kierował przygotowaniami do 1 Zjazdu tej partii (20–21 lipca 1929 w Warszawie), na którym złożył sprawozdanie z działalności KC i wszedł w skład Komisji Programowej i Wnioskowej (Redakcyjnej) i został wybrany członkiem KC PPS-Lewicy. 27 sierpnia 1929 roku aresztowany, a 26 lutego 1930 roku skazany na 2 lata więzienia. Po apelacji zwolniony za kaucją, brał udział w redagowaniu legalnego pisma KPP „Przegląd Społeczny” w Krakowie. W marcu 1931 roku ponownie aresztowany, gdyż w grudniu 1931 roku sąd apelacyjny zatwierdził wyrok 2 lat więzienia. Był więziony w Krakowie, Łęczycy i Sieradzu, gdzie był członkiem komun więziennych, m.in. starostą komuny w więzieniu w Sieradzu. Zwolniony w listopadzie 1932 roku, działał w Komitecie Okręgowym (KO) KPP w Krakowie do czerwca 1933 roku, później działał w Łodzi (do 1939), gdzie był dziennikarzem działu ekonomicznego wydawnictwa „Republika”. Działacz Związku Dziennikarzy RP. Po wrześniu 1939 roku na krótko wrócił do Krakowa, później zamieszkał w Warszawie. W sierpniu 1941 roku wraz ze Stanisławem Ziają utworzył konspiracyjną grupę komunistyczną „Proletariusz”, wydającą od grudnia 1941 roku pismo pod tym samym tytułem. Od grudnia 1941 roku współwłaściciel i dyrektor administracyjny firmy chemiczno-farmaceutycznej „Opotherapia”. Od stycznia 1942 roku w PPR, był pośrednikiem w kontaktach między sympatyzującymi z PPR grupami inteligenckimi a Marianem Spychalskim, Ignacym Logą-Sowińskim i innymi czołowymi działaczami PPR i GL. Poza tym dostarczał urządzeń technicznych dla wydawnictw partyjnych.
Od 1945 roku działacz krakowskiej PPR, w grudniu 1945 roku był członkiem Komitetu Wojewódzkiego (KW) i delegatem na I Zjazd PPR, od grudnia 1946 roku w PZPR. Etatowy prezes Zarządu Wojewódzkiego (ZW) Związku Samopomocy Chłopskiej (ZSCh), przewodniczący Zrzeszenia Spółdzielczego Samopomocy Chłopskiej. W latach 1946–1947 członek zarządu Zrzeszenia Spółdzielczej Samopomocy Chłopskiej. Od 29 grudnia 1945 roku do 19 stycznia 1947 roku poseł do KRN. W latach 1948–1950 sekretarz generalny Centralnego Związku Spółdzielczego.  W latach 1950–1952 attaché handlowy w ambasadzie PRL w Pekinie, później wicedyrektor w Ministerstwie Handlu Zagranicznego. Od czerwca 1956 roku do stycznia 1957 roku inspektor w kancelarii I sekretarza KC PZPR, a 1957–1960 radca handlowy PRL w Sofii i w Pradze. 1964–1968 dyrektor zespołu NIK, później na rencie. 

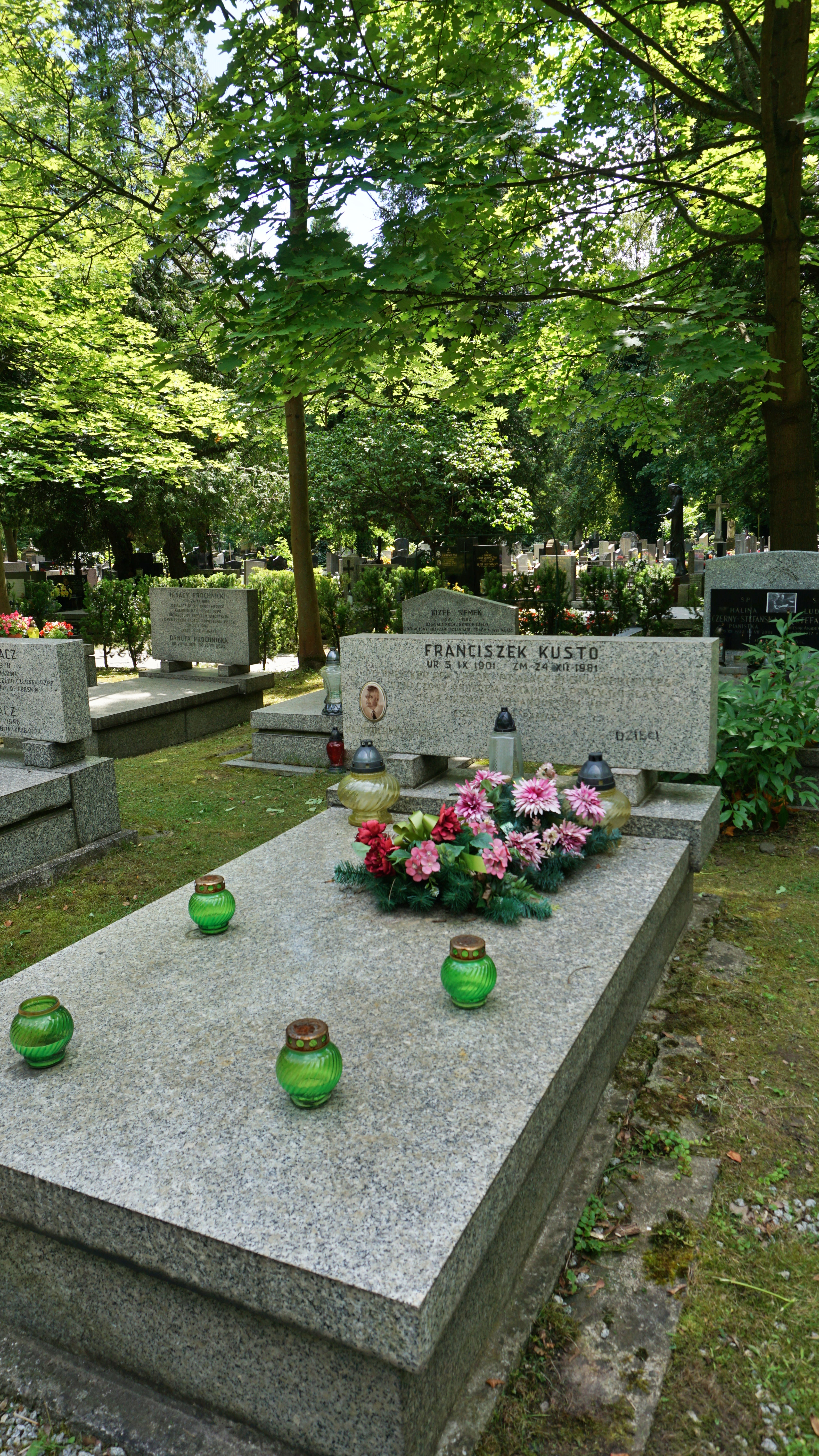
Grób Franciszka Kusto na cmentarzu Rakowickim

Pochowany w Alei Zasłużonych cmentarza Rakowickiego w Krakowie (kwatera LXIX pas A-II-13).

## Ordery i odznaczenia
- Order Sztandaru Pracy I klasy
- Order Sztandaru Pracy II klasy
- Krzyż Kawalerski Orderu Odrodzenia Polski (25 listopada 1947)[4]
- Medal 10-lecia Polski Ludowej (13 stycznia 1955)[5]